# Botanische Jahrbücher für Systematik, Pflanzengeschichte und Pflanzengeographie
Botanische Jahrbücher für Systematik, Pflanzengeschichte und Pflanzengeographie, (abbreviato in Bot. Jahrb. Syst.), è una rivista botanica fondata da Adolf Engler in Germania nel 1881 con cadenza semestrale. Proponeva un annuario botanico per la sistematica, la filogenesi delle piante e la fitogeografia. La rivista fu pubblicata per la prima volta nella città di Lipsia in lingua tedesca e ha continuato la sua pubblicazione dal 1881 a oggi cambiando nome nel 2010 per essere rinominata in inglese con il nuovo titolo di Plant diversity and evolution: Phylogeny, biogeography, structure and function e per cambiare la lingua di pubblicazione dal tedesco all'inglese.